# Ethen Frank
Ethen Frank, född 5 februari 1998, är en amerikansk professionell ishockeyforward som är kontrakterad till Washington Capitals i National Hockey League (NHL) och spelar för Hershey Bears i American Hockey League (AHL).
Han har tidigare spelat för Western Michigan Broncos i National Collegiate Athletic Association (NCAA) och Lincoln Stars i United States Hockey League (USHL).
Frank blev aldrig NHL-draftad.

## Statistik
| 2012–2013   | Omaha AAA Lancers U16    | NAPHL       | 22  | 8  | 15 | 23  | 6  | 5  | 2  | 2  | 4  | 9 |
| 2013–2014   | Omaha AAA Lancers U16    | NAPHL       | 20  | 9  | 18 | 27  | 20 | —  | —  | —  | —  | — |
| 2014–2015   | Omaha AAA Lancers U16    | NAPHL       | 71  | 30 | 52 | 82  | 28 | 7  | 5  | 7  | 12 | 6 |
|             | Omaha AAA Lancers U16    | HPHL        | 17  | 8  | 8  | 16  | 6  | —  | —  | —  | —  | — |
|             | Omaha AAA Lancers U16    |             | 44  | 45 | 47 | 92  | —  | —  | —  | —  | —  | — |
|             | Lincoln Stars            | USHL        | 3   | 0  | 2  | 2   | 2  | —  | —  | —  | —  | — |
| 2015–2016   | Lincoln Stars            | USHL        | 48  | 10 | 9  | 19  | 14 | 1  | 0  | 0  | 0  | 0 |
| 2016–2017   | Lincoln Stars            | USHL        | 55  | 18 | 23 | 41  | 77 | —  | —  | —  | —  | — |
| 2017–2018   | Western Michigan Broncos | NCAA        | 30  | 7  | 5  | 12  | 23 | —  | —  | —  | —  | — |
| 2018–2019   | Western Michigan Broncos | NCAA        | 34  | 15 | 11 | 26  | 29 | —  | —  | —  | —  | — |
| 2019–2020   | Western Michigan Broncos | NCAA        | 32  | 9  | 11 | 20  | 6  | —  | —  | —  | —  | — |
| 2020–2021   | Western Michigan Broncos | NCAA        | 24  | 13 | 8  | 21  | 4  | —  | —  | —  | —  | — |
| 2021–2022   | Western Michigan Broncos | NCAA        | 38  | 26 | 13 | 39  | 34 | —  | —  | —  | —  | — |
|             | Hershey Bears            | AHL         | 5   | 1  | 0  | 1   | 0  | —  | —  | —  | —  | — |
| 2022–2023   | Hershey Bears            | AHL         | 57  | 30 | 19 | 49  | 20 | 16 | 2  | 4  | 6  | 4 |
| 2023–2024   | Hershey Bears            | AHL         | 64  | 29 | 18 | 47  | 14 | 18 | 10 | 7  | 17 | 2 |
| 2024–2025   | Washington Capitals      | NHL         | 1   | 0  | 1  | 1   | 2  | —  | —  | —  | —  | — |
|             | Hershey Bears            | AHL         | 35  | 20 | 8  | 28  | 12 | —  | —  | —  | —  | — |
| NHL totalt  | NHL totalt               | NHL totalt  | 1   | 0  | 1  | 1   | 2  | —  | —  | —  | —  | — |
| AHL totalt  | AHL totalt               | AHL totalt  | 161 | 80 | 45 | 125 | 46 | 34 | 12 | 11 | 23 | 6 |
| NCAA totalt | NCAA totalt              | NCAA totalt | 158 | 70 | 48 | 118 | 96 | —  | —  | —  | —  | — |
| USHL totalt | USHL totalt              | USHL totalt | 106 | 28 | 34 | 62  | 93 | 1  | 0  | 0  | 0  | 0 |